# Marie Solome Nassiwa
Marie Solome Nassiwa, tên khác: Marie Solome Nassiwa-Marin, là một kế toán viên và người quản lý tài chính người Uganda. Bà là giám đốc tài chính của Umeme Limited, công ty phân phối điện lớn nhất của Uganda, với số lượng khách hàng vượt quá 1.125.000, tính đến tháng 4 năm 2018, và cổ phiếu của công ty được niêm yết trên Sàn giao dịch chứng khoán Uganda và niêm yết trên Sở giao dịch chứng khoán Nairobi.

## Nền tảng và giáo dục
Nassiwa theo học tại Đại học Greenwich ở Vương quốc Anh, nơi bà tốt nghiệp Cử nhân ngành Kế toán và Tài chính. Bà là thành viên của Hiệp hội Kế toán Công chứng tại Vương quốc Anh và là Kế toán viên được chứng nhận tại Uganda.

## Sự nghiệp
Sau khi tốt nghiệp Đại học Greenwich, bà đã làm việc với British Aerospace Systems Limited. Sau đó, bà chuyển sang công ty Shell Finance Operations và sau đó bà chuyển sang làm việc cho Morgan Stanley ở Vương quốc Anh. Bà gia nhập công ty Umeme Limited với cương vị Giám đốc Tài chính (Kế toán), trước khi bà được nâng lên vị trí giám đốc quản lý tài chính (CFO).
Marie Solome Nassiwa Martin còn là giám đốc của Hiệp hội Tiếp cận & Hướng dẫn Trẻ em Châu Phi (Association For Reaching & Instructing Children In Africa), một tổ chức phi lợi nhuận, có trụ sở tại Norwich, Vương quốc Anh, từ ngày 10 tháng 9 năm 2009 cho đến khi bà từ chức vào ngày 3 tháng 12 năm 2012.